# Каллітея (Халкідіки)
Каллітея (грец. Καλλιθέα) — грецьке місто на півострові Кассандра, у номі Халкідіки. Розташоване за 85 км від міста Салоніки. Головним заняттям місцевого населення є сфера послуг та зокрема туризм. Каллітея приваблює тисячі туристів щороку своїми пляжами та розвиненою туристичною інфраструктурою.

## Історія
Справжній інтерес серед багатьох археологічних знахідок на території сучасної Каллітеї становлять храм Діоніса та Храм Зевса Аммона із вівтарем, віднесені до 5 століття до нашої ери. В середині 4 століття до н. е. був зведений великий доричний храм, також присвячений Зевсові. Проте знайдені свідчення того, що культ бога Діоніса був давнішим, перші капища Діоніса з'явились тут ще у 8 століття до н. е. В районі сучасного міста археологами знайдені унікальні ранньохристиянські храми, датовані 6 століттям.
Каллітея у сучасному статусі була заснована 1925 року біженцями з Малої Азії після подій греко-турецького обміну населенням. Проте існують докази того, що у 19 столітті тут заснували своє поселення російські монахи. Від них збереглась церква Святого Пантелеймона, зведена у типово руському стилі.